# Ha'atofo
Ha'atofo est une localité française, qui n'a pas le statut de commune mais le statut de village, de Wallis-et-Futuna, dans le district de Mu'a, au sud de l'île de Wallis.

## Urbanisme

### Hameaux, lieux-dits et écarts
À Wallis, les villages sont divisés en plusieurs sections (des « classes », kalasi) qui se complètent ou se relaient dans toutes les entreprises collectives et pour l’organisation des cérémonies. Parmi ces kalasi se trouvent des zones résidentielles nommées api.

#### Api
Heiteaga, Siosiomalohi, Utulogologo.

## Politique et administration

### Liste des chefs de village (gata)
| Période                                  | Période        | Identité            | Étiquette | Qualité |
| ---------------------------------------- | -------------- | ------------------- | --------- | ------- |
| Les données manquantes sont à compléter. |                |                     |           |         |
| 7 octobre 1974                           | ?              | Ipolito Talalua     |           |         |
| Les données manquantes sont à compléter. |                |                     |           |         |
| ?                                        | 2016           | Papiesi Falaeo      |           |         |
| 2016                                     | 3 juillet 2016 | Iletefoso Tokavahua |           |         |
| 3 juillet 2016                           | En cours       | Emile Selui         |           |         |

## Population et société

### Démographie
En 2018, le village de Ha'atofo compte une population de 197 habitants.